# Nixon (Nevada)
Nixon es un lugar designado por el censo ubicado en el condado de Washoe en el estado estadounidense de Nevada. En el año 2000 tenía una población de 418 habitantes y una densidad poblacional de 25,5 personas por km².

## Geografía
Nixon se encuentra ubicado en las coordenadas 39°49′51″N 119°21′40″O / 39.83083, -119.36111.

## Historia
Formó parte del Territorio de Utah en 1850. El 12 de mayo de 1860 la milicia territorial fue derrotada por los indios Paiute en sus inmediaciones.

## Demografía
Según la Oficina del Censo en 2000 los ingresos medios por hogar en la localidad eran de $25.417, y los ingresos medios por familia eran $28.906. Los hombres tenían unos ingresos medios de $26.250 frente a los $22.250 para las mujeres. La renta per cápita para la localidad era de $9.926. Alrededor del 26,3% de la población estaban por debajo del umbral de pobreza.